# August Wilhelm Thornam
August Wilhelm Thornam, född den 6 maj 1813 i Köpenhamn, död där den 4 april 1880, var en dansk läkare och författare. Han var bror till Christian Thornam.
Thornam avlade kirurgisk examen 1837, inträdde i danska marinen 1839 och var överskeppskirurg bland annat på linjeskeppet "Christian VIII" 1840. Efter en tids tjänst vid Jyske jægerkorps blev han underläkare vid Livgarden til fods, där han 1848–1850 var "karakteriseret" överläkare och 1858–1872 verklig överläkare. År 1864 blev han överläkare vid ambulanserna och vid lasarettet i Svendborg. Han blev titulär professor 1867.
Thornam skrev dels noveller, som Blade af en Læges Dagbog (1838-40), For silde (1852), Standsconflicter (1854), dels skådespel, som En ministeriel Embedsmand (1858). Han utgav vidare Almindeligt Sundhedslexikon (1856; 5:e upplagan 1882), som fick stor spridning samt Den første barnepleie (2:a upplagan 1878).